# Грамон, Антуан Ираклий-Аженор де
Герцог Антуан IX Ираклий-Аженор де Грамон (фр. Antoine IX Heraclius Agenor  de Gramont; 17 июля 1789, Версаль, Королевство Франция — 3 марта 1855, Париж) — французский аристократ, генерал армии, придворный, 9-й герцог де Грамон.

## Биография
Антуан IX Ираклий-Аженор де Грамон родился 17 июля 1789 года в семье Антуана-Луи-Мари де Грамона, 8-го герцога де Грамона (1755—1836) и его жены Аглаи де Полиньяк (1768—1803), дочери Иоланды Габриэль де Поластрон, герцогини де Полиньяк, придворной фаворитки королевы Марии-Антуанетты.
Когда разразилась Великая французская революция, в год его рождения семья де Грамон покинула Францию и отправилась в различные части Европы, включая Великобританию, Италию, Австрию и Россию.
Ираклий де Грамон присоединился к своему отцу в Миттау, который служил у Людовика XVIII, прежде чем в возрасте девяти лет был зачислен в Таврический гренадёрский полк. После начальной подготовки он был произведён в лейтенанты и сражался под командованием русского генерала Суворова.
Получив титул из вежливости герцога де Гиша в 1813 году он вернулся в Англию, чтобы завершить своё образование, прежде чем позже служить под командованием герцога Веллингтона в войнах на полуострове. После падения Наполеона его военная карьера продолжала процветать и в 1823 году он был назначен генерал-лейтенантом французской армии, а в 1830 году позже сопровождал короля Карла Х в изгнание в Шотландию.
В 1833 году герцог Антуан де Грамон вернулся во Францию и поселился в Версале. Он принял титул герцога де Грамона после смерти своего отца Антуана Луи-Мари де Грамона в 1836 году. Антуан Ираклий-Аженор де Грамон скончался 3 марта 1855 года в возрасте 65 лет в Париже.
Одна из его старших сестёр — Аглая-Анжелика-Габриэль де Грамон (1787—1842) была замужем за графом Александром Львовичем Давыдовым (1773—1833), который умер в 1833 году и был предком маркизом Габриак, вдовствующая графиня Давыдова вторым браком вышла замуж за графа Горация Себастьяни де Ла Порта (1772—1851).

## Семья
В 1818 году Антуан Ираклий-Аженор де Грамон женился на Иде Гримод д'Орсе (1802—1882), дочери генерала Жана Франсуа Альбера Гримода д'Орсе (1772—1843) и Элеоноре де Франкемон. Она также была сестрой Альфреда д'Орсе.  У них было 6 детей:
- Аженор де Грамон (1819—1880) — 10-й герцог де Грамон, министр иностранных дел в 1870 году, в 1848 году женился на Эмме Мак Киннон (1811—1891), дети были.
- Огюст де Грамон (1820—1877) — герцог де Леспар, генерал, в 1844 году женился на Мари Софи де Сегюр (1824—1903), дети были.
- Коризанда де Грамон (1821—1826) — умерла в детстве.
- Альфред де Грамон (1823—1881) — граф де Грамон, генерал, в 1848 году женился на Луизе Сесиль Шарлотте де Шуазель Праслен (1828—1902), дети были.
- Ида де Грамон (1825—1871) — в 1850 году вышла замуж за Антуана Теодора, маркиза дю Прат, детей не было.
- Леонтина де Грамон (1829—1897) — незамужняя.